# Viacheslav Prúdnikov
Viacheslav Alexándrovich Prúdnikov –en ruso, Вячеслав Александрович Прудников– (San Petersburgo, 31 de octubre de 1993) es un deportista ruso que compitió en natación. Ganó una medalla de bronce en el Campeonato Europeo de Natación de 2014, en la prueba de 4 × 100 m estilos mixto.

## Palmarés internacional
| Campeonato Europeo | Campeonato Europeo | Campeonato Europeo | Campeonato Europeo      |
| Año                | Lugar              | Medalla            | Prueba                  |
| ------------------ | ------------------ | ------------------ | ----------------------- |
| 2014               | Berlín (Alemania)  | Medalla de bronce  | 4 × 100 m estilos mixto |